# 2020年贵州省毕节市重大交通事故
2020年贵州省毕节市重大交通事故是2020年10月10日发生于中华人民共和国贵州省毕节市的两客车追尾事故，共造成7人身亡。

## 经过
2020年10月10日上午9时许，一辆依维柯小型客车由泸州驶往昆明，行至毕节市七星关区境内厦蓉高速公路1685公里加50米处时，在大雾路段追尾碰撞前方一辆大型客车，引起两车起火燃烧。大客车上17名司乘人员全部安全疏散；依维柯小客车上有5人跳车逃生，但有7名被困人员死亡。伤亡人员均为追尾车。
当晚，毕节市召开全市安全生产工作紧急电视电话会议，对安全生产工作进行再部署。

## 相关
- 2020年7月貴州公交車墜入虹山湖水庫事件
- 2014年贵州省毕节市重大交通事故，2014年4月4日，一辆准载19人的客车在毕节市纳雍县老凹坝乡坠入河中，造成21人死亡、3人受伤[7]。